# Caymmi e o Mar
Caymmi e o Mar é o terceiro álbum do cantor e compositor brasileiro Dorival Caymmi, lançado em 1957. Gravado pela Odeon tal como os seus antecessores.

## Faixas
1. "História de Pescadores: Canção da Partida; Adeus da Esposa; Temporal; Cantiga de Noiva; Velório Val; Na Manhã Seguinte".
2. "Promessa de Pescador"
3. "Dois de Fevereiro"
4. "O Vento"
5. "Saudades de Itapuã"
6. "Noite de Temporal"
7. "Festa de Rua"
8. "O Mar"

Todas as canções foram compostas e interpretadas por Dorival Caymmi, com a excepção da primeira faixa, interpretada por Dorival Caymmi e Sylvia Telles.